# 拉蒙·萨拉
拉蒙·萨拉（西班牙語：Ramón Sala，1971年8月8日—），西班牙男子曲棍球运动员。他曾代表西班牙国家队参加1996年和2000年夏季奥林匹克运动会曲棍球比赛，其中1996年奥运会获得一枚银牌。